# محمد بن مسعود الكازروني
محمد بن مسعود بن محمد، سعيد الدين، الكازَروني أو الكزروني (ت 758 هـ / 1357 م) هو طبيب ، من أهل كازرون.
صنف كتابا بالعربية والفارسية، ومن كتبه بالعربية منها كتاب «شرح المشارق»، وهو كتاب «مشارق الأنوار النبوية من صحاح الأخبار المصطفويّة» للإمام رضي الدين حسن بن محمد الصاغاني (ت 650هـ)، و«صفاء الصدور»، و«حصن الأتقياء من قصص الأنبياء»، وكتاب «المسلسلات» وهذه المسلسلات هي التي يريدها الحافظ ابن الجزري؛ حين يقول: «المسلسلات السعيدية»، وله شرح لكتاب «النجم من كلام سيد العرب والعجم» لأبي العباس أحمد بن معد بن عيسى بن وكيل التجيبي الأندلسي الإقليشي (ت550هـ) و كتاب «المغني شرح الموجز لابن النفيس» و «توضيحات القانون» وهو شرح لكتاب ابن سينا فرغ منه سنة 745 هـ.
وله بالفارسية كتاب «مناسك الحج»، و«المنتقى من سير مولد النبي المصطفى».